# خانه‌ای روی شن (فیلم ۱۹۵۲)
خانه‌ای روی شن (فرانسوی: La Maison dans la dune‎) فیلمی فرانسوی در سبک درام به کارگردانی ژرژ لامپن است که در سال ۱۹۵۲ منتشر شد. از بازیگران آن می‌توان به گابریل گوبن و پل فور اشاره کرد.